# Freaky (película)
Freaky (titulada: Freaky: este cuerpo está para matar en Hispanoamérica y Este cuerpo me sienta de muerte en España) es una película de comedia de terror estadounidense de 2020 dirigida por Christopher Landon, a partir de un guion de Landon y Michael Kennedy, y protagonizada por Vince Vaughn y Kathryn Newton. Inspirada en la novela Freaky Friday de Mary Rodgers, la película cuenta la historia de una estudiante de secundaria que, sin querer, cambia de cuerpo con un asesino en serie. Jason Blum se desempeñó como productor a través de su productora Blumhouse Productions.

## Argumento
El miércoles 11, cuatro adolescentes son brutalmente asesinados por un asesino en serie conocido como Carnicero Blissfield (Vince Vaughn). Durante su ola de asesinatos, el Carnicero roba una antigua daga conocida como La Dola.
Al día siguiente, la estudiante de secundaria intimidada Millie Kessler (Kathryn Newton) asiste al juego de fútbol americano de bienvenida de Blissfield Valley High School, donde actúa como la mascota de la escuela, Blissfield Valley High Beaver. A pesar de su baja autoestima y los problemas familiares derivados de la muerte de su padre un año antes, y el alcoholismo posterior de su madre, Paula Kessler (Katie Finneran), los amigos de Millie, Nyla (Celeste O'Connor) y Josh (Misha Osherovich), intentan convencerla.
Después del juego, Millie espera que la lleven a casa, pero su madre se ha quedado dormida luego de beber alcohol. Mientras espera, es atacada por el Carnicero. Él apuñala a Millie en el hombro izquierdo con La Dola, causando que una herida idéntica aparezca instantáneamente en él. La hermana mayor de Millie, Charlene Kessler (Dana Drori), que es oficial de policía, llega y asusta al Carnicero. La policía recoge a La Dola como prueba.
Al día siguiente, viernes 13, el Carnicero y Millie se despiertan en el cuerpo del otro. En la escuela, el Carnicero mata a uno de los torturadores de Millie, Ryler (Melissa Collazo), encerrándola en un tanque de crioterapia. Se da cuenta de que su apariencia inocente le otorga inmunidad contra sospechas; es "un lobo con piel de oveja".
Mientras tanto, Millie encuentra a Nyla y Josh, quienes la reconocen como el Carnicero, y les demuestra su identidad realizando la rutina de baile de la mascota de la escuela. Nyla y Josh investigan a La Dola y descubren que Millie debe apuñalar al Carnicero con la daga antes de la medianoche o de lo contrario el cambio de cuerpo será permanente. El Carnicero mata a otro de los opresores de Millie, el maestro de carpintería, Fletcher (Alan Ruck).
Más tarde, el Carnicero atrae al enamorado de Millie, Booker (Uriah Shelton), a una arena de laser tag, pero Millie, Nyla y Josh llegan a tiempo para salvarlo. Millie deja inconscientes a Butcher y Booker.
Después de atar al Carnicero a una silla en la casa de Josh, Millie y Nyla intentan explicarle la situación a Booker, quien no está convencido hasta que Millie recita un poema de amor que le escribió de forma anónima. Josh se queda con el Carnicero mientras Millie, Nyla y Booker se dirigen a la estación de policía para adquirir La Dola. Nyla engaña a Charlene para que salga de la estación para que pueda buscar a La Dola. En el auto, Booker revela que le gusta Millie, y Millie revela la nueva fuerza y confianza que siente al estar en el cuerpo del Carnicero.
El Carnicero escapa y Charlene descubre a Nyla robando La Dola. Millie ve al Carnicero entrar en la comisaría y corre tras él, pero Charlene intenta detenerla. Millie la domina y, a modo de disculpa, la encierra en una celda mientras el Carnicero se escapa en un coche de policía.
En el baile de bienvenida, el Carnicero mata a cuatro jugadores de fútbol. Booker pone una alarma en el Apple Watch de Millie para la medianoche. Encuentran al Carnicero, Nyla y Josh lo sujetan mientras Booker aleja a la policía. Millie se prepara para apuñalar al Carnicero con La Dola, pero suena la alarma, lo que indica que es demasiado tarde. Sin embargo, Josh señala que la campana aún no ha sonado, lo que le recuerda a Millie que puso su reloj cinco minutos antes para evitar retrasos, una sugerencia anterior de Booker. Millie apuñala al Carnicero y cambian de cuerpo justo cuando la policía dispara al Carnicero.
Mientras está en una ambulancia, el Carnicero se quita el oxímetro de pulso de la yema del dedo para fingir su muerte. El Carnicero ataca a Millie en su casa y se burla de la debilidad y ansiedad de su cuerpo. Charlene intenta disparar su arma, pero el Carnicero revela que sacó las balas. La madre de Millie aplasta al Carnicero con una botella de vino, pero él se recupera rápidamente y los domina, arrojando a Charlene al televisor, golpeando a Paula en la cara y golpeando a Millie con la cabeza. Millie admite que también aprendió algo al estar atrapada en su cuerpo: que "tener huevos no mola", mientras le da un patada en sus partes nobles. Lo apuñala en la espalda con un poste de madera, que atraviesa su torso. Millie mira al Carnicero moribundo y dice "Soy un puto escándalo".

## Reparto
- Vince Vaughn como el Carnicero de Blissfield, un asesino en serie famoso por haber evadido su captura por años. Él y Millie intercambian cuerpos debido a una maldición mística asociada con su daga característica. Vaughn también interpreta a Millie Kessler cuando está en su cuerpo.
- Kathryn Newton como Millie Kessler, la hermana de Char e hija de Paula, una estudiante de secundaria atormentada que involuntariamente intercambia cuerpos con el Carnicero de Blissfield. Newton también interpreta al Carnicero de Blissfield cuando está en su cuerpo.
- Celeste O'Connor como Nyla Chones, la mejor amiga de Millie
- Misha Osherovich como Joshua "Josh" Detmer, el mejor amigo de Millie
- Dana Drori como Oficial Charlene "Char" Kessler, la hermana mayor de Millie y la hija de Paula, que es oficial de policía.
- Katie Finneran como Paula Kessler, madre viuda alcohólica de Char y Millie
- Uriah Shelton como Booker, el interés amoroso de Millie
- Ezra Sexton como Brett, amigo de Booker quien siempre se burla de Millie
- Alan Ruck como el Señor Fletcher, el abusivo y severo profesor de carpintería de Millie
- Melissa Collazo como Ryler, capitana del equipo de porristas quien siempre se burla de Millie

## Producción
A principios de agosto de 2019, se anunció que Christopher Landon escribiría y dirigiría una nueva película de terror con Jason Blum como productor bajo su estandarte Blumhouse Productions. No se revelaron detalles específicos de la trama, pero la historia, según los informes, seguiría a una figura violenta que está causando estragos en una pequeña ciudad. Se esperaba que la producción comenzara en octubre en Atlanta, Georgia, y se especuló que podría ser un reinicio de Scream. Sin embargo, Landon luego desmintió los rumores de que la película era una nueva versión de Scream, afirmando que el próximo proyecto iba a ser una historia original inspirada en Freaky Friday de Mary Rodgers.
Más tarde, en agosto, se anunció que Kathryn Newton y Vince Vaughn se habían unido al elenco de la película, con el guion escrito por Landon y Michael Kennedy. En octubre de 2019, Uriah Shelton, Alan Ruck, Katie Finneran, Celeste O'Connor y Misha Osherovich se unieron al elenco de la película.

### Rodaje
La fotografía principal duró 35 días bajo el título original Freaky Friday the 13. Comenzó el 21 de octubre de 2019, y terminó el 12 de diciembre de 2019.

## Estreno
Freaky tuvo su estreno mundial en Beyond Fest el 8 de octubre de 2020. La película fue estrenada en cines por Universal Pictures el 13 de noviembre de 2020, Bajo una clasificación R por parte de la MPAA, antes de estar disponible a través de video bajo demanda el 30 de noviembre de 2020.

## Recepción

### Taquilla
Freaky ganó 1,45 millones de dólares en 2472 salas de cine en su primer día, incluidos 200 000 dólares de los avances del jueves por la noche.

### Crítica
Al 13 de noviembre de 2020 en Rotten Tomatoes, la película tenía una calificación de aprobación del 84 % basada en 134 reseñas, con una calificación promedio de 6.9/10. El consenso de los críticos del sitio web dice: "Esta comedia de terror, una entretenida slasher con un giro de género y cambio de cuerpo, hace malabarismos con géneros con resultados Freaky divertidos". En Metacritic, la película tiene una puntuación media ponderada de 66 sobre 100 sobre la base de 32 críticas, que indican "exámenes en general favorables". Las audiencias encuestadas por CinemaScore le dieron a la película una calificación promedio de "B–" en una escala de A+ a F.
Ryan Larson, de Consequence of Sound, le dio a la película una "A-", diciendo que "con un elenco de apoyo increíble y dos protagonistas atractivos, Freaky es una explosión que encuentra a Landon acercándose cada vez más a los maestros slasher como Craven y Carpenter". Heather Wixon, de Daily Dead, le dio a la película un 4.5 sobre 5, diciendo que "Freaky es fácilmente uno de los mejores slashers sobrenaturales que ha aparecido en esta era de terror moderno, que combina perfectamente el horror, el humor y el corazón a la perfección". Escribiendo para The Globe and Mail, Barry Hertz le dio a la película 3 de 4 estrellas, diciendo: "Landon no tiene como objetivo abrir nuevos caminos aquí, solo usar un territorio bien transitado para sus propios fines divertidos y asquerosos. Este es un caos de color caramelo, brillante y ágil y agradablemente provoca una mueca de dolor en su deseo de disgusto. Y así como Vaughn puede interpretar fácilmente tanto a un asesino como a una encantadora adolescente, también lo puede hacer el encantador Newton as sus giros requeridos".

## Futuro
En noviembre de 2020, el director Christopher Landon respondió a un fan en Twitter que preguntó si Freaky y Feliz día de tu muerte estaban ambientadas en el mismo mundo, diciendo: "Definitivamente comparten el mismo ADN y hay una buena posibilidad de que Millie y Tree se encuentren el uno al otro algún día". El productor Jason Blum también ha expresado su deseo de una secuela de Freaky.